# D-dúr koncertrondó (Mozart)
Wolfgang Amadeus Mozart D-dúr koncertrondó című műve zongorára és zenekarra íródott, a Köchel-jegyzékben a 382-es számot viseli. 
Eredetileg az 5. zongoraverseny alternatív zárótétele.

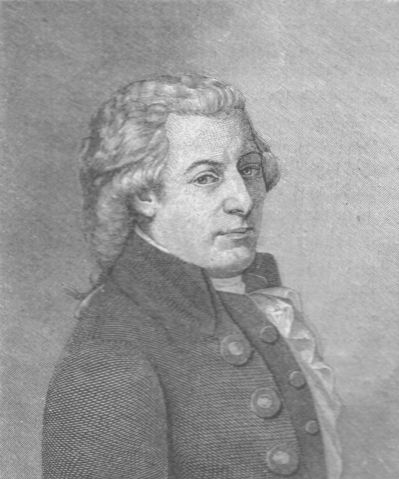

## Keletkezése, története
Mozart első eredeti zongoraversenye 1773-ból való: a D-dúr koncertet (K. 175) Salzburgban komponálta. 1782 tavaszán Mozart Bécsben szerzői koncertet adott, ennek műsorán szerepelt az 5. zongoraverseny is. Erre az alkalomra a versenymű zárótételét újraírta, így keletkezett a később D-dúr koncertrondó néven ismertté vált népszerű koncert. Napjainkban önálló koncertdarab.

## Jellemzői
Variációs formában írt kellemes, megnyugtató társasági zene. Mozart „gáláns” stílusának egyik kései remekművű példája.

## Ismertség, előadási gyakoriság
Hangversenyen, hanglemezen, vagy elektronikus médiákban viszonylag gyakran szereplő, kedvelt darab.